# Chay
chay（チャイ、1990年10月23日 - ）は、日本の女性シンガーソングライター、ファッションモデル。
本名は永谷 真絵（ながたに まい）、モデル名はまい。東京都出身で、トップコート所属を経て独立し、所属レーベルはワーナーミュージック・ジャパン。女性ファッション雑誌『CanCam』専属モデル。

## 略歴

### デビュー前
幼少の頃からピアノ、英会話、テニス、器械体操、バレエと多くの習いごとをこなしながら、歌手を目指し、小学生の頃からピアノで曲を作り始める。
大学入学と同時に本格的に歌手の道を志して各所でオーディションに応募したが成果を出せず、YUI、絢香、家入レオらを輩出した音楽塾ヴォイス東京校に入塾し、大学の課業が終了後に毎日6 - 8時間5年間休まずギター演奏を練習した。楽器にギターを選んだのは、女子っぽいルックスとのギャップを意識したところもある。ギターを始めて3か月でキャロルキングからアヴリル・ラヴィーンまでをカバーして弾き語るなど、潜在的に音楽能力が優れた。自分が書いた曲を聴いてもらうため、ワンピースとハイヒール姿でアコースティックギターを弾き語り、路上ライブを始める。
2011年1月、トップコートと契約を結ぶ。

### メジャーデビュー
2012年
- デビュー前の2月に、オリジナル曲「LOOP」が洋服の青山CMソングに採用される。
- 4月から「together」がBSフジ『なでしこリーグ2012 中継』＆「INAC TV」のテーマソングに起用される。
- 6月27日に、ワーナーミュージック・ジャパンから中原めいこのカバー曲「君たちキウイ・パパイア・マンゴーだね。」をレコチョク限定で配信を開始し、着うたデイリーランキングで6位となる。
- 10月24日に「はじめての気持ち」をシングルCDで発売してメジャーデビューするとともに、ガーナミルクチョコレートのCMソングに起用された
- カップリング曲は山下達郎のカヴァー「高気圧ガール」で、TBS系列ドラマ『リセット〜本当のしあわせの見つけ方〜』のエンディングテーマに起用される。

2013年
- 1月23日に、1980年代の化粧品CMソングをカバーしたミニアルバム「make up 80s」をリリース。収録曲のアン・ルイスのカバー「WOMAN」が、日本テレビ系列ドラマ『リバース〜警視庁捜査一課チームZ〜』の主題歌に起用される。
- 3月13日に、オリジナル曲「You tell me」を配信限定でリリースし、WOWOW 連続ドラマ『CLAMPドラマ ホリック〜xxxHOLiC〜』のエンディング・テーマに起用された。
- 10月14日から、フジテレビ系列のリアリティ番組『テラスハウス』にレギュラー出演し、本名の永谷真絵（ながたに まい）を公表した。思うにまかせない音楽活動の行き詰まりを何かで打開したい思いから自ら応募して出演し、モデルとしてブレイクの契機となる。

2014年
- 3月31日に『テラスハウス』出演が終了する。
- 4月に「Twinkle Days」をリリースして『パンテーン』のCMソングに用いられ、当時の過去最高セールスを記録。
- 身に纏う服や小物が若い世代に好評で、売上数が増加する「まいまい売れ」を『CanCam』5月号が特集する。編集長は彼女を「今の時代にいい意味でそぐわない“清く正しく可愛いビジュアル”」「どんな女子も、全面降伏してしまう“女の子感”」と評し、まい名義で専属モデルとなった。

2015年
- 2月18日に6枚目のシングルとしてリリースしたフジテレビ系月9ドラマ『デート〜恋とはどんなものかしら〜』の主題歌「あなたに恋をしてみました」が50万ダウンロードを超えるヒットとなり、初出演した『ミュージックステーション』で“女子の新カリスマ”と紹介された。4月15日にファーストアルバム『ハートクチュール』をリリースし、5月から7月にかけて初の全国ツアーとなる『ハートクチュールツアー』を開催。12月には初のクリスマスツアーを東名阪で開催した。

2016年
- 4月にフジテレビ系ドラマ『早子先生、結婚するって本当ですか?』の主題歌「それでしあわせ」を担当、5月25日にシングルリリースした。
- 10月に日本テレビ系ドラマ『地味にスゴイ! 校閲ガール・河野悦子』のオープニングテーマ曲として荒井由実の楽曲「12月の雨」をカバーし、同月19日に先行配信リリースした。

2017年
- 6月14日に2年ぶりの2ndアルバム『chayTEA』をリリース、8月に全国ツアー「chayTEA Tour 2017」を6都市にて開催した。
- 10月24日にデビュー5周年を迎え、ブルーノート東京にて10月5日に「JCB Presents chay 5th Anniversary “chay's suite room”」を開催した。

2018年
- 7月に東京と大阪で「5感で楽しむ5周年ライブ」をテーマに掲げて「chay 5th Anniversary Live」を開催した。
- 11月にCrystal Kayとのコラボレーションによりテレビ朝日系ドラマ『あなたには渡さない』の主題歌「あなたの知らない私たち」を担当。12月5日に「chay feat. Crystal Kay」名義でシングルリリースした。

2019年
- 8月16日に、映画『ダンスウィズミー』（2019年8月16日公開）でストリートミュージシャン山本洋子を演じ、女優デビューする。
- 9月17日に、自身初となる単行本『chay’s BEAUTY BOOK』を小学館から発売した。
- 11月13日に、武部聡志のプロデュースで、2年半ぶりのフルアルバムとなる3rdアルバム『Lavender』をリリース。

2020年
- 2月に全国ツアー「chay LAVENDER TOUR 2020」を4都市で開催。
- 10月28日に、初のベストアルバム『Heart Box』をリリースした。

2021年
- 3月19日、三姉妹でアパレルブランド（ブランド名： three sisters.）を立ち上げる。
- 11月30日、所属事務所のトップコートを退所し、独立することを報告。

2022年
- 8月5日、オフィシャルファンクラブ”chay's mate”を開設。
- 10月29日、10周年イベント「chay 10th Anniversary Party」を開催。
- 11月16日、自身が専属モデルである『CanCam』で創刊40周年記念ソング「I Can」の作詞作曲を手掛けた。「I Can」は、トラウデン直美、楓、まい (chay)、宮本茉由、石川恋、中条あやみ、菜波、小室安未、ほのか、生見愛瑠ら専属モデル10人による「CanCam Model Dream Team」で歌っている。

2023年
- 5月19日、約3年ぶりとなる新曲「Beautiful Days」を配信した。
- 6月から7月にかけて、デビュー10周年を記念した弾き語りライブシリーズ【chay's room】の全国ツアーを開催。
- 7月28日、自身のオフィシャルYouTubeチャンネルを開設。
- 9月6日、ファッションサブスクリプションサービス「AnotherADdress（アナザーアドレス）」とコラボレーションし、「ファッションの力」をテーマにしたラジオ番組『chay, like you ~ clothes save people ~』を開始した。
- 9月から10月にかけて、デビュー10周年を記念した全国ツアー「10th anniversary tour 2023 "GRAND chay HOTEL"」を開催。
- 10月23日発売の『CanCam』12月号で同誌の専属モデルを卒業した。

2024年
- 5月25日、埼玉西武ライオンズ対オリックス・バファローズ戦（ベルーナドーム）にて始球式に登場した。
- 7月30日、約1年3か月ぶりとなる新曲「Uncontrolled」を配信した。
- 8月10日、千葉ロッテマリーンズ対オリックス・バッファロー戦　(ZOZOマリンスタジアム)にて始球式に登場した。
- 11月4日から11月7日、Eテレで放送されたスペシャル番組「The Wakey Show～ザ・ウェイキー・ショウ」に歌の旅人・ドーネ役として出演した。
- 11月30日、6枚目となるアルバム『THE』をリリースした。

2025年
- 2月27日、代表曲「あなたに恋をしてみました」の10周年記念バージョン「あなたに恋をしてみました (feat. 東京音楽大学 J-POP CLASSIC CLUB TOKYO)」をリリースした。
- 1月18日から3月22日まで、ライブツアー『chay “THE” TOUR 2025』を全国4か所で開催。
- 3月31日からNHK Eテレの新番組「The Wakey Show〜ザ・ウェイキー・ショウ」に歌の旅人・ドーネ役としてレギュラー出演中。
- 6月6日から7月11日まで、バラエティー番組『あざとくて何が悪いの？』の「あざと連ドラ」第12弾『あざとさにも相性がある!?』で、ドラマ初挑戦にして初主演を務めた。
- 7月5日、7月17日に映画館にて『"THE" MOVIE - chay Live Documentary -』の上映会を開催。
- 7月26日、自身初のカバーアルバム『Humming』のリリースを記念したカバーライブを開催。
- 8月17日、自身初のカバーアルバム『Humming』をリリースした。

### 私生活
一般男性と結婚したことを、2020年5月18日にインスタグラムで公表した。予定した挙式と披露宴は新型コロナウイルス感染症の影響で延期した。5月23日発売『CanCam』2020年7月号で、表紙とインタビューページにウェディングドレス姿が掲載され、出会いから結婚に至るまでをロングインタビューで語る。『CanCam』現役モデルの結婚は初めてである。

## 人物
- 3人姉妹の三女（末っ子）。
- 本名は永谷 真絵（ながたに まい）[1]で、「まいまい」と愛称される。幼稚園から学習院で学び学習院女子大学を卒業[65]する。
- 趣味はゴルフと料理で、調理しながら唄う「chay's Musicooking」をインスタライブで2021年2月23日から不定期に配信する。
- 永谷園の創業者である永谷宗円の子孫である[66]。
- 自ら命名したアーティスト名の"chay"は、インドのチャイティーに由来し、「お茶のように多くの方から愛されるように」という思いが込められている[14]。
- 両親の影響で、80'sミュージックに慣れ親しんで育つ[15]。シンディー・ローパーのミュージックビデオを幼少期に観て衝撃を受け[67]、「耳だけでなく、目でも楽しめ、発信できるアーティスト」を目標とする[6][68]。
- 身長は157センチメートル (cm)、体重 40キログラム (kg)[69]。
- 好きな食べ物は貝類[70]。

## 作品

### シングル
|      | 発売日         | タイトル                   | 規格                                                  | 規格品番                 | 最高順位 |
| ---- | -------------- | -------------------------- | ----------------------------------------------------- | ------------------------ | -------- |
| 1st  | 2012年10月24日 | はじめての気持ち           | 12cmCD                                                | WPCL-11272               | 81位     |
| 2nd  | 2014年1月29日  | I am                       | 12cmCD+DVD（初回限定盤） 12cmCD（通常盤）             | WPZL-30789/90 WPCL-11711 | 44位     |
| 3rd  | 2014年4月23日  | Twinkle Days               | 12cmCD+DVD（初回限定盤） 12cmCD（通常盤）             | WPZL-30840/1 WPCL-11802  | 29位     |
| 4th  | 2014年8月20日  | Summer Darling             | 12cmCD+Photobook（初回限定盤） 12cmCD（通常盤）       | WPCL-11972 WPCL-11973    | 41位     |
| 5th  | 2014年11月12日 | Wishes                     | 12cmCD+Booklet+Goods（初回限定盤） 12cmCD（通常盤）   | WPCL-12022 WPCL-12023    | 57位     |
| 6th  | 2015年2月18日  | あなたに恋をしてみました   | 12cmCD+Photobook+Goods（初回限定盤） 12cmCD（通常盤） | WPCL-12049 WPCL-12050    | 23位     |
| 7th  | 2015年10月21日 | 好きで好きで好きすぎて     | 12cmCD+DVD（初回限定盤） 12cmCD（通常盤）             | WPZL-31095/6 WPCL-12235  | 18位     |
| 8th  | 2016年5月25日  | それでしあわせ             | 12cmCD                                                | WPCL-12303               | 36位     |
| 9th  | 2016年11月30日 | 運命のアイラブユー         | 12cmCD+DVD（初回生産限定盤） 12cmCD（通常盤）         | WPZL-31260/61 WPCL-12478 | 34位     |
| 10th | 2017年3月29日  | 恋のはじまりはいつも突然に | 12cmCD+DVD（初回限定盤） 12cmCD（通常盤）             | WPZL-31278/79 WPCL-12607 | 31位     |
| 11th | 2018年12月5日  | あなたの知らない私たち     | 12cmCD+DVD（初回限定盤） 12cmCD（通常盤）             | WPZL-31550/1 WPCL-12969  | 61位     |
| 12th | 2019年4月24日  | 大切な色彩                 | 12cmCD                                                | WPCL-13040               | 45位     |

#### 配信限定シングル
| 発売日        | タイトル                                                               | 規格                   |
| ------------- | ---------------------------------------------------------------------- | ---------------------- |
| 2012年6月27日 | 君たちキウイ・パパイア・マンゴーだね。                                 | デジタル・ダウンロード |
| 2013年3月13日 | You tell me                                                            | デジタル・ダウンロード |
| 2014年7月23日 | 恋のとなりから                                                         | デジタル・ダウンロード |
| 2014年12月1日 | Again                                                                  | デジタル・ダウンロード |
| 2023年5月19日 | Beautiful Days                                                         | デジタル・ダウンロード |
| 2024年7月30日 | Uncontrolled                                                           | デジタル・ダウンロード |
| 2025年2月27日 | あなたに恋をしてみました (feat. 東京音楽大学 J-POP CLASSIC CLUB TOKYO) | デジタル・ダウンロード |

### アルバム

#### フル・アルバム
|                | 発売日         | タイトル         | 規格                                                | 規格品番                 | 最高順位 |
| -------------- | -------------- | ---------------- | --------------------------------------------------- | ------------------------ | -------- |
| 1st            | 2015年4月15日  | ハートクチュール | 12cmCD+Photobook+DVD（初回限定盤） 12cmCD（通常盤） | WPZL-31002/3 WPCL-12066  | 13位     |
| 2nd            | 2017年6月14日  | chayTEA          | 12cmCD+DVD（初回限定盤） 12cmCD（通常盤）           | WPZL-31310/11 WPCL-12645 | 15位     |
| 3rd            | 2019年11月13日 | Lavender         | 12cmCD+Goods（初回限定盤） 12cmCD（通常盤）         | WPCL-13117 WPCL-13116    | 28位     |
| ベストアルバム | 2020年10月28日 | Heart Box        | 12cmCD+Goods（初回限定盤） 12cmCD（通常盤）         | WPCL-13208 WPCL-13205    |          |

#### ミニ・アルバム
|     | 発売日        | タイトル    | 規格   | 規格品番   | 最高順位 |
| --- | ------------- | ----------- | ------ | ---------- | -------- |
| 1st | 2013年1月23日 | makeup 80's | 12cmCD | WPCL-11221 | -        |

#### 配信限定アルバム
| 配信日         | タイトル | 規格                   |
| -------------- | -------- | ---------------------- |
| 2024年11月30日 | THE      | デジタル・ダウンロード |
| 2025年8月17日  | Humming  | デジタル・ダウンロード |

## タイアップ
| タイトル                 | タイアップ |
| ------------------------ | --- |
| はじめての気持ち         | ロッテ ガーナミルクチョコレート CMソング                                                                                           |
| 高気圧ガール             | TBS系 秋のドラマ特別企画『リセット〜本当のしあわせの見つけ方〜』エンディング・テーマ                                               |
| WOMAN                    | 日本テレビ系ドラマ『リバース〜警視庁捜査一課チームZ〜』主題歌                                                                      |
| You tell me              | WOWOW連続ドラマ『CLAMPドラマ ホリック〜xxxHOLiC〜』エンディング・テーマ                                                            |
| Just on my way           | TBS系 月曜ゴールデン特別企画『SRO〜警視庁広域捜査専任特別調査室〜』エンディング・テーマ                                            |
| Twinkle Days             | P&Gジャパン パンテーン CMソング |
| Don't be afraid          | 進学塾ena CMソング |
| once again               | 洋服の青山 CMソング |
| 恋のとなりから           | 小学館 CanCam 2014年7月号CMソング                                                                                                  |
| Wishes                   | P&Gジャパン パンテーン CMソング |
| Forever                  | Wii U / ニンテンドー3DSゲーム『ロデア・ザ・スカイソルジャー』タイアップソング                                                      |
| Again                    | TBS系 月曜ゴールデン特別企画『全盲の僕が弁護士になった理由〜実話に基づく感動サスペンス!〜』エンディング・テーマ 進学塾ena CMソング |
| あなたに恋をしてみました | フジテレビ系ドラマ『デート〜恋とはどんなものかしら〜』主題歌                                                                       |
| 恋はスペシャル           | メ〜テレドラマ『ミステリなふたり』主題歌                                                                                           |
| ハートクチュール         | 関西テレビ『発見!なるほどレストラン 日本のおいしいごはんを作ろう!』エンディング・テーマ                                            |
| 好きで好きで好きすぎて   | 日本テレビ『スッキリ!!』2015年10月度テーマ曲                                                                                       |
| それでしあわせ           | フジテレビ系ドラマ『早子先生、結婚するって本当ですか?』主題歌                                                                      |
| 12月の雨                 | 日本テレビドラマ『地味にスゴイ! 校閲ガール・河野悦子』オープニングテーマ                                                           |
| Take Me Away             | BS日テレ『ボウリング革命 P★League』エンディング・テーマ                                                                            |
| あなたの知らない私たち   | テレビ朝日系ドラマ『あなたには渡さない』主題歌                                                                                     |

## 出演

### 映画
- ダンスウィズミー（2019年8月16日公開、ワーナー・ブラザース映画） - 山本洋子 役[78]

### テレビ番組
- テラスハウス（フジテレビ、2013年10月14日 - 2014年3月31日）
- FNS27時間テレビフェスティバル！（フジテレビ、2016年7月24日）
- 千鳥の鬼レンチャン（フジテレビ、2021年7月4日、2022年7月3日、2024年6月23日）
- 新・乃木坂スター誕生!（日本テレビ、2022年9月20日）
- The Wakey Show～ザ・ウェイキー・ショウ（Eテレ、2024年11月4日 - 2024年11月7日・2025年3月31日- 毎週（月）～（金）午前7:00～7:20放送）[53][57]。
- あざとくて何が悪いの？「あざと連ドラ」第12弾『あざとさにも相性がある!?』（テレビ朝日、2025年6月5日- 2025年7月11日）[58]。

### ラジオ
- chay ハートステーション→oggi otto presents chay Heart Station（TOKYO FM→FM大阪、2015年4月7日 - 2021年1月31日）
- oggi otto Music Shampoo（FM大阪・JFN系列38局、2021年2月7日 - 2022年3月27日）[79]
- chay, like you ~ clothes save people ~（interfm 89.7MHz 、毎週水曜日20:30～21:00放送、2023年9月6日 - 2025年2月27日）[46]

### CM
- 洋服の青山
- パンテーン

### PV
- 山下達郎「高気圧ガール」（2012年）
- 竹内まりや「アロハ式恋愛指南」（2014年）

## 書籍
- chay’s BEAUTY BOOK（2019年9月17日　小学館）[32]

### 雑誌連載
- CanCam（小学館、2014年7月号 - 2023年12月号）「まい」名義で専属モデル